# Кардонвил
Кардонвил (фр. Cardonville) насеље је и општина у северној Француској у региону Доња Нормандија, у департману Калвадос која припада префектури Баје.
По подацима из 2011. године у општини је живело 104 становника, а густина насељености је износила 31,61 становника/km². Општина се простире на површини од 3,29 km². Налази се на средњој надморској висини од 25 метара (максималној 38 m, а минималној 13 m).

## Демографија
| 1962. | 1968. | 1975. | 1982. | 1990. | 1999. | 2011. |
| ----- | ----- | ----- | ----- | ----- | ----- | ----- |
| 80    | 82    | 79    | 66    | 62    | 78    | 104   |

График промене броја становника у току последњих година